# Destiny Tour
El Destiny World Tour (también conocido como The Jacksons World Tour) fue la tercera gira de conciertos de The Jacksons para promover el álbum Destiny. Los países que fueron visitados incluyen Gran Bretaña, Holanda, Francia, y Kenia. Durante la primavera de 1979, The Jacksons realizó algunos conciertos en Gran Bretaña. El 14 de abril de 1979 empezaron su visita en Cleveland, Ohio y terminó en Washington, D.C después de visitar 80 ciudades. 

## Descripción General
La gira comenzó el 22 de enero de 1979 con su concierto de apertura en Bremen, Alemania Occidental, poco después de la liberación de Platino certificado por el anterior álbum Destiny. Visitaron tres continentes, incluyendo una gira en Kenia y varios viajes de coche en Gran Bretaña antes de tomar una visita de 80 ciudades en Estados Unidos, antes de terminar la visita en Washington D. C. hacia el final del año. Cuando la visita terminó, el cantante Michael Jackson soltó su adelanto LP, Off the Wall.

## Lista de canciones
| 1979 |
| --- |
| - 1. "Dancing Machine" - 2. "Things I Do for You" - 3. "Ben" - 4. "Keep on Dancing" - 5. Jackson 5 Medley - "I Want You Back" - "ABC" - "The Love You Save" - 6. "I'll Be There" - 7. "Enjoy Yourself" - 8. "Destiny" - 9. "Show You the Way to Go" - 10. "All Night Dancin'" - 11. "Blame It on the Boogie" |

| 1980 |
| --- |
| - 1. "Dancing Machine" - 2. "Things I Do for You" - 3. "Off the Wall" - 4. "Ben" - 5. Jackson 5 Medley - "I Want You Back" - "ABC" - "The Love You Save" - 6. "I'll Be There" - 7. "Rock with You" - 8. "Enjoy Yourself" - 9. "Don't Stop 'til You Get Enough" - 10. "Shake Your Body (Down to the Ground)" |

## Integrantes
- Jackie Jackson: vocalista
- Tito Jackson: guitarra, vocalista
- Marlon Jackson: vocalista
- Michael Jackson: vocalista
- Randy Jackson: vocalista, congas, percusión, piano, keyboards

- Datos: Q428452